# Pancrase
Pancrase (パンクラス Pankurasu?) es una organización de artes marciales mixtas (MMA) con base en Japón, fundada en 1993 por Masakatsu Funaki y Minoru Suzuki.
Fue creada como consecuencia de la escisión de la empresa de lucha libre profesional Pro Wrestling Fujiwara Gumi, de la que Funaki, Suzuki y otros luchadores salieron en busca de competición real.
A diferencia de empresas de MMA contemporáneas como Shooto, Pancrase se inició con un sistema de reglas muy similar al de la lucha libre. Los puñetazos con la mano cerrada contra la cabeza estaban prohibidos, y las sumisiones podían ser invalidadas si el contendiente sometido tocaba las cuerdas. Esto resultaba en la pérdida de un punto, y si ocurría en más ocasiones (entre 3 y 5), el luchador era descalificado. Sin embargo, en 1998, Pancrase adoptó un reglamento más tradicional.
Pancrase es conocida por las numerosas acusaciones de coreografía predeterminada en sus luchas que han sido vertidas contra ella. A pesar de ello, figuras prominentes como Bas Rutten y Guy Mezger han negado firmemente que los combates de Pancrase estuvieran predeterminados, a excepción de casos aislados y limitados a motivos promocionales.

## Reglamento
Aparte de las tradicionales reglas deportivas (no atacar a los ojos, la entrepierna o la garganta), Pancrase comenzó con un sistema de normas muy concreto y distintivo, basado en el utilizado por Fighting Network RINGS.
- No está permitido llevar guantes o guantillas, pero así mismo se exige llevar botas. Se permite llevar espinilleras y rodilleras.
- No están permitidos los rodillazos sin llevar rodilleras, ni las patadas sin llevar espinilleras.
- No están permitidos los codazos.
- No están permitidos los cabezazos.
- No están permitidos los golpes con el antebrazo.
- No están permitidos los golpes con la mano cerrada a la cabeza, ni de pie ni en el suelo, aunque sí al resto del cuerpo.
- No están permitidos los rodillazos a la cabeza de un oponente en el suelo.
- No están permitidas las patadas bajas o los pisotones a la cabeza de un oponente en el suelo.
- No están permitidas las patadas a la rodilla, aunque sí al resto de la pierna. (Regla no oficial en algunas versiones)
- Si uno o ambos participantes en el suelo se acercan demasiado a las cuerdas, han de ponerse en pie.
- Si un participante es atrapado en una sumisión y se rinde, ya sea por tapout o verbalmente (y tanto si es capaz de alcanzar las cuerdas como si no), pierde la lucha.
- Si un participante es noqueado y no vuelve a la posición de pie en el espacio de un conteo de 10, es declarado KO técnico (TKO) y pierde la lucha.
- Cada participante comienza con 5 puntos. Si es atrapado en una sumisión y logra alcanzar las cuerdas con las manos o los pies, su oponente debe soltar la presa y ambos han de ponerse en pie para continuar el combate, siendo descontado un punto del participante sometido. Si es noqueado, y se pone en pie antes de la cuenta de 10 del árbitro, se le descuentan un punto y entonces se le permite continuar. Un participante que pierde todos sus puntos es declarado perdedor.
- Si al final del combate ningún contendiente ha sido sometido, noqueado o ha perdido todos sus puntos, la victoria es decidida con base en la puntuación de cada uno. Si ninguno perdió puntos, o si tienen la misma puntuación, se declara un empate.
- Los combates no titulares consisten en una sola ronda de 15 minutos, y los titulares en una de 30 minutos.
- En el torneo King of Pancrase, las luchas preliminares tienen una ronda de 10 minutos, y las finales, 20 minutos. Ambas cuentan con 3 escapes.

En la actualidad, Pancrase usa ya un reglamento idéntico al de PRIDE Fighting Championships.

## Antiguos empleados
| - Akihiro Gono - Bas Rutten - Chael Sonnen - Frank Shamrock - Genki Sudo - Guy Mezger - Hikaru Sato - Ikuhisa Minowa - Izuru Takeuchi - Jason DeLucia | - Katsuya Inoue - Kazuo Misaki - Keiichiro Yamamiya - Ken Shamrock - Kiuma Kunioku - Kosei Kubota - Manabu Yamada - Masakatsu Funaki - Masami Ozaki - Maurice Smith | - Minoru Suzuki - Riki Fukuda - Ryo Kawamura - Ryushi Yanagisawa - Sanae Kikuta - Satoru Kitaoka - Semmy Schilt - Shigeyuki Umeki - Syuri Kondo - Takaku Fuke - Yoshiki Takahashi |